# Salix qinlingica
Salix qinlingica — вид квіткових рослин із родини вербових (Salicaceae).

## Морфологічна характеристика
Це кущ. Однорічні гілочки ± волосисті; молоді гілочки густо запушені. Листкова ніжка 1–3 мм, ворсинчаста; листкова пластинка еліптична, довгаста чи зворотно-яйцювато-довгаста, 10–20 × 6–8 мм, абаксіально (низ) нещільно ворсинчаста в молодості, адаксіально запушена проксимально, край щільно залозисто-пилчастий, верхівка округла або тупа. Сережки тонкі, 15–25 × ≈ 4 мм, густоквіткові.

## Середовище проживання
Шеньсі. Населяє гори; на висотах ≈ 1800 метрів.